# Bimota Tesi
Mit Bimota Tesi wird eine Baureihe von Sportmotorrädern des italienischen Herstellers Bimota bezeichnet, die sich durch eine außergewöhnliche Radnabenlenkung auszeichnen. Statt der üblichen Teleskopgabel hat die seit 1990 hergestellte Bimota Tesi eine Achsschenkellenkung, die Motoren für die Baureihe liefert Ducati.

## Geschichte und Technik
Bereits 1982 begann die Entwicklungsabteilung von Bimota unter Frederico Martini mit der Konstruktion einer alternativen Vorderradführung beim Motorrad. 1985 wurden Fahrversuche mit einer Rennmaschine, die als „Bimota Tesi“ bezeichnet wurde, durchgeführt. Die Lenkbewegung wurde über zwei Druckleitungen hydraulisch übertragen, der Systemdruck betrug 50 bar. Die hydraulische Lenkung war nicht ausgereift, an eine Serienproduktion nicht zu denken. Ebenfalls innovativ war der geklebte Aluminiumrahmen, der durch die sogenannte Honeycomb-Bauweise nur 5,9 kg wog.

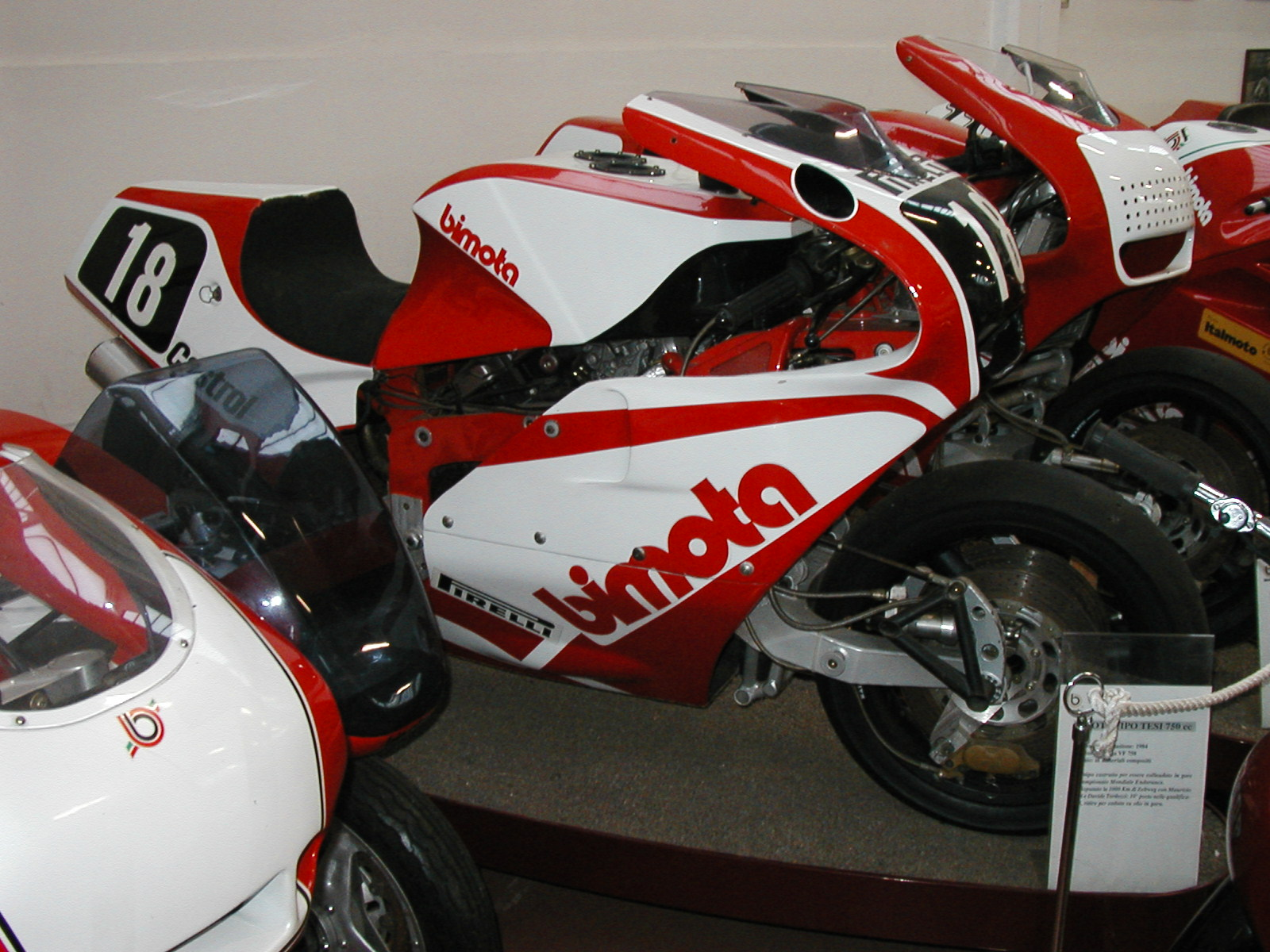
Prototyp mit hydraulischer Lenkung
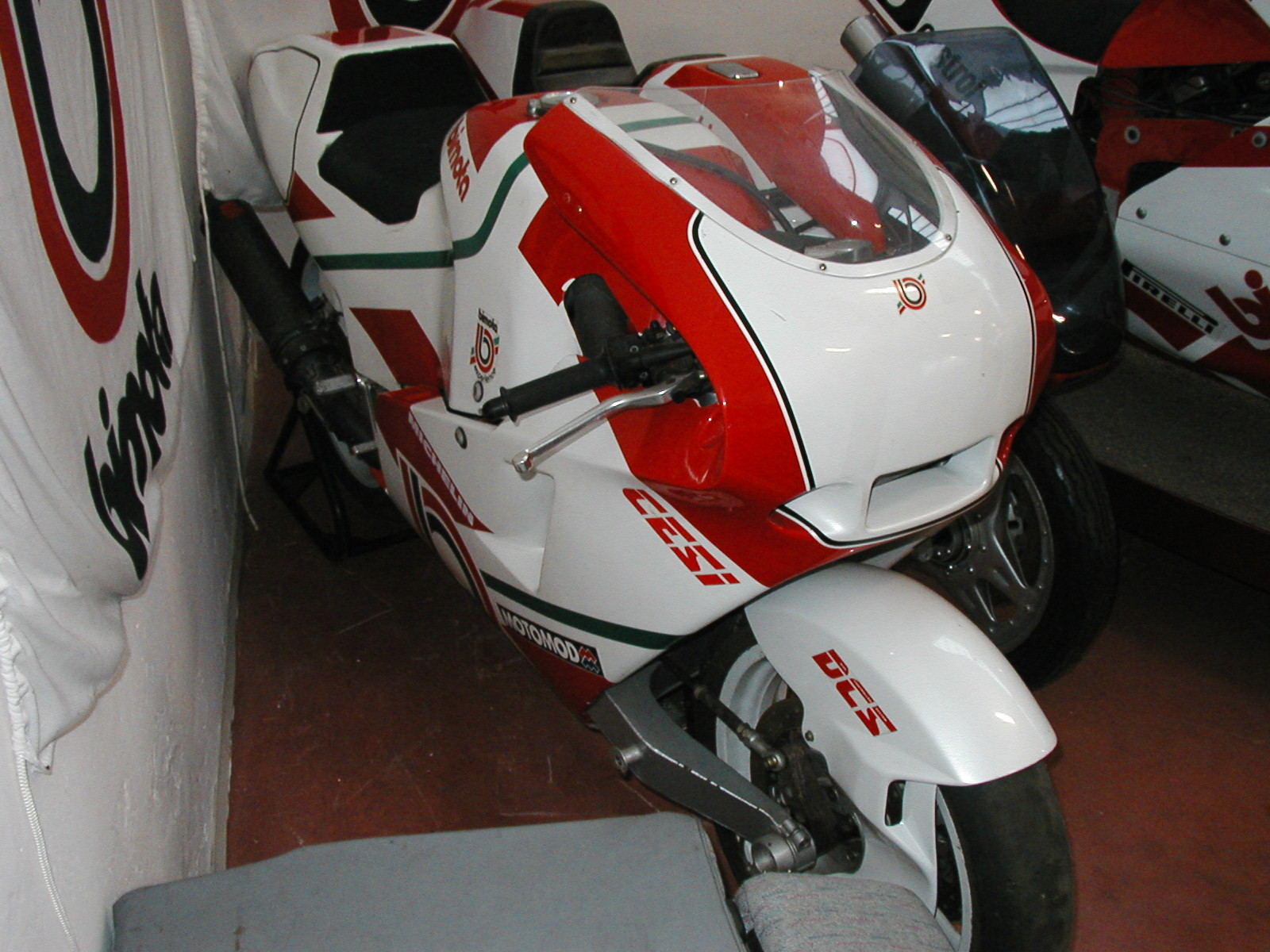

## Tesi 1D (1990–1994)
1990 stellte Bimota mit der Tesi 1D erstmals ein Serienmodell mit Radnabenlenkung vor, auf dessen Lenksystem Giuseppe Morri, Mitgründer von Bimota, ein Patent hielt. Die Lenkbewegungen werden über ein aufwändiges Hebelsystem mit zwei Schubstangen rein mechanisch übertragen. In der Radachsenmitte befindet sich ein Lenklagerzapfen, um den sich das Rad dreht. Mit einem Hebel, der am Radträger wirkt, wird die Lenkbewegung eingeleitet.
Durch den mittragenden wassergekühlten Motor der Ducati 851, der 102 PS bei 9000/min Leistung leistete, entfiel ein klassischer Rahmen. Zwei gefräste Aluminiumplatten nahmen wie bei der Rennversion den Motor sowie Vorder- und Hinterradschwinge auf. Trotz des hohen Preises von 52.000 D-Mark wurden 127 Exemplare verkauft.
Tesi 1D 904 (1991–1992)
Es wurden 20 Stück von diesem Modell gefertigt. Der Ducati-Motor wurde von Bimota auf 904ccm modifiziert und es wurden Federbeine von Marzocchi verbaut.
Tesi 1D/SR (1992–1993)
Das Nachfolgemodell, die Tesi 1D/SR, erhielt den wassergekühlten Ducati-Motor mit 904 cm³ Hubraum und 113 PS Leistung bei 8500/min. Für den Preis von 61.420 D-Mark erhielten 144 Käufer eine bis auf den Motor baugleiche Tesi 1D in geänderter Lackierung.
Tesi 1D/ES (1993)
Die optisch nochmals überarbeitete Tesi 1D bekam eine andere Verkleidung, Verbundräder sowie eine veränderte Hinterradschwinge. 50 Exemplare wurden hergestellt und zum „sagenhaften Preis“ von 63.700 D-Mark angeboten.
Tesi 1D/EF (1994)
Die letzte Baureihe der Tesi 1D wurde nur in Schwarz ausgeliefert. Technisch wurde die EF gegenüber dem Vorgängermodell nur unwesentlich verändert, der Motor leistete nun 117 PS bei 8500/min. 25 dieser als „absolute Raritäten“ geltenden Motorräder sollen verkauft worden sein.

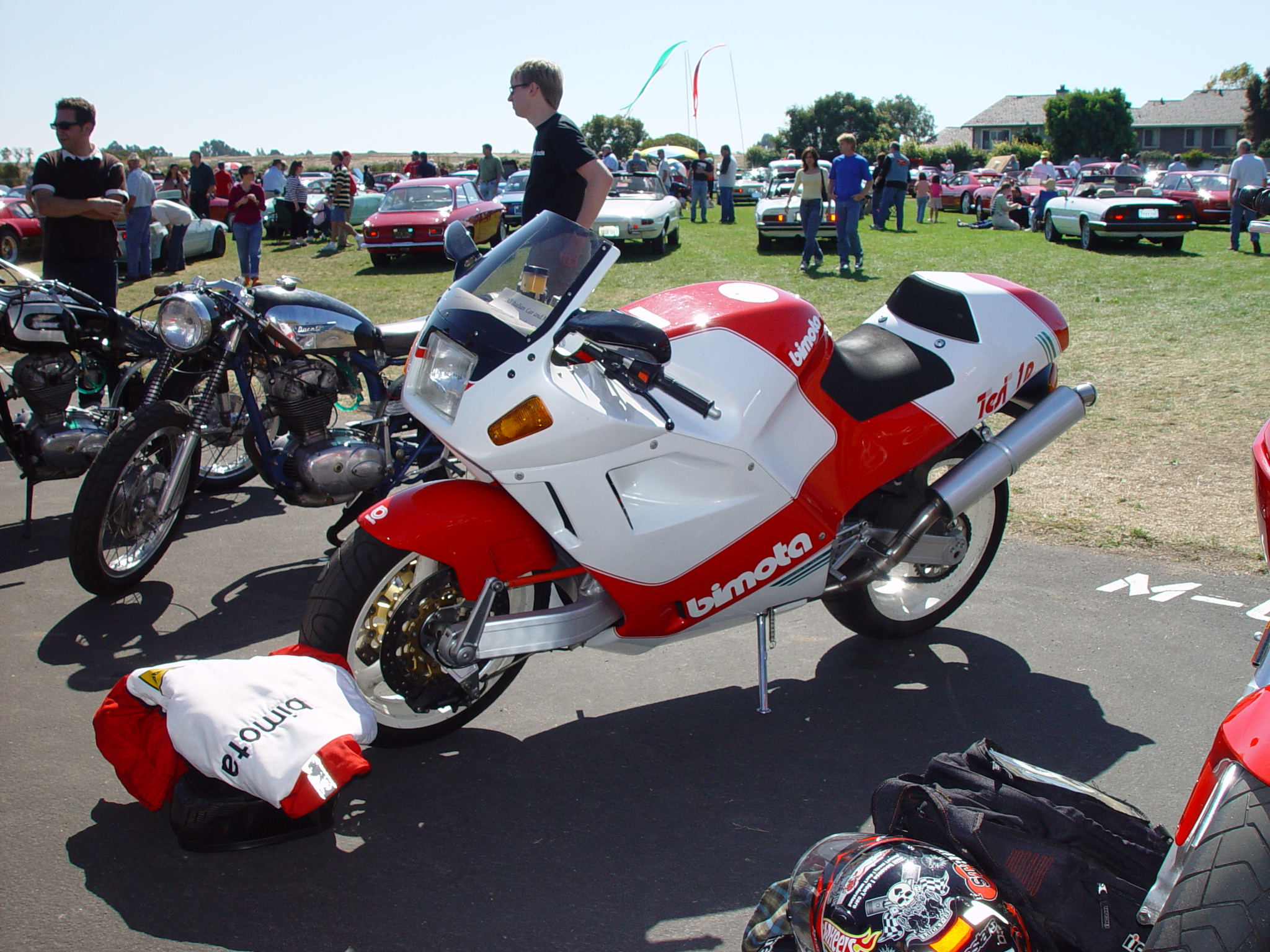
Tesi 1D
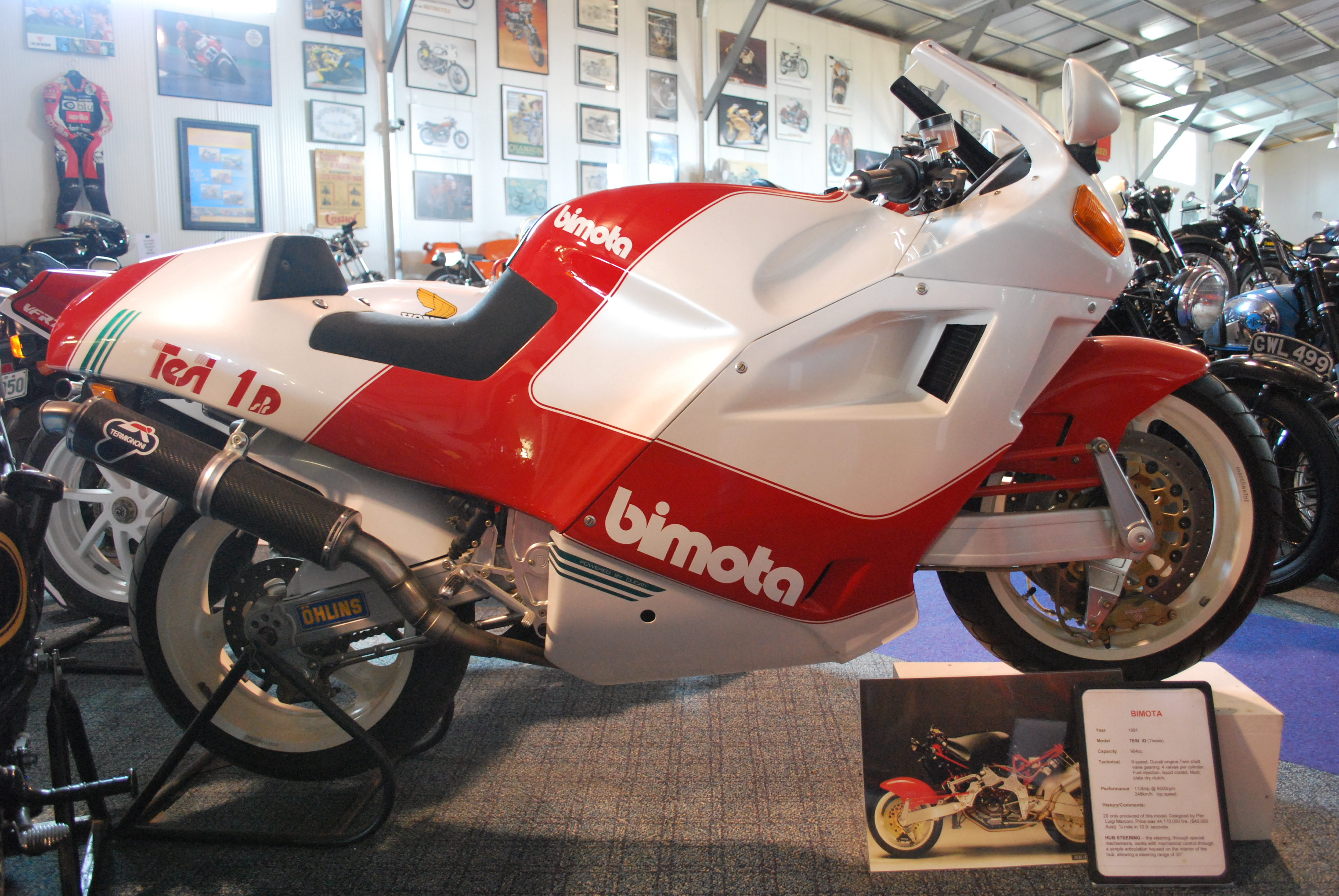
Tesi 1D/SR
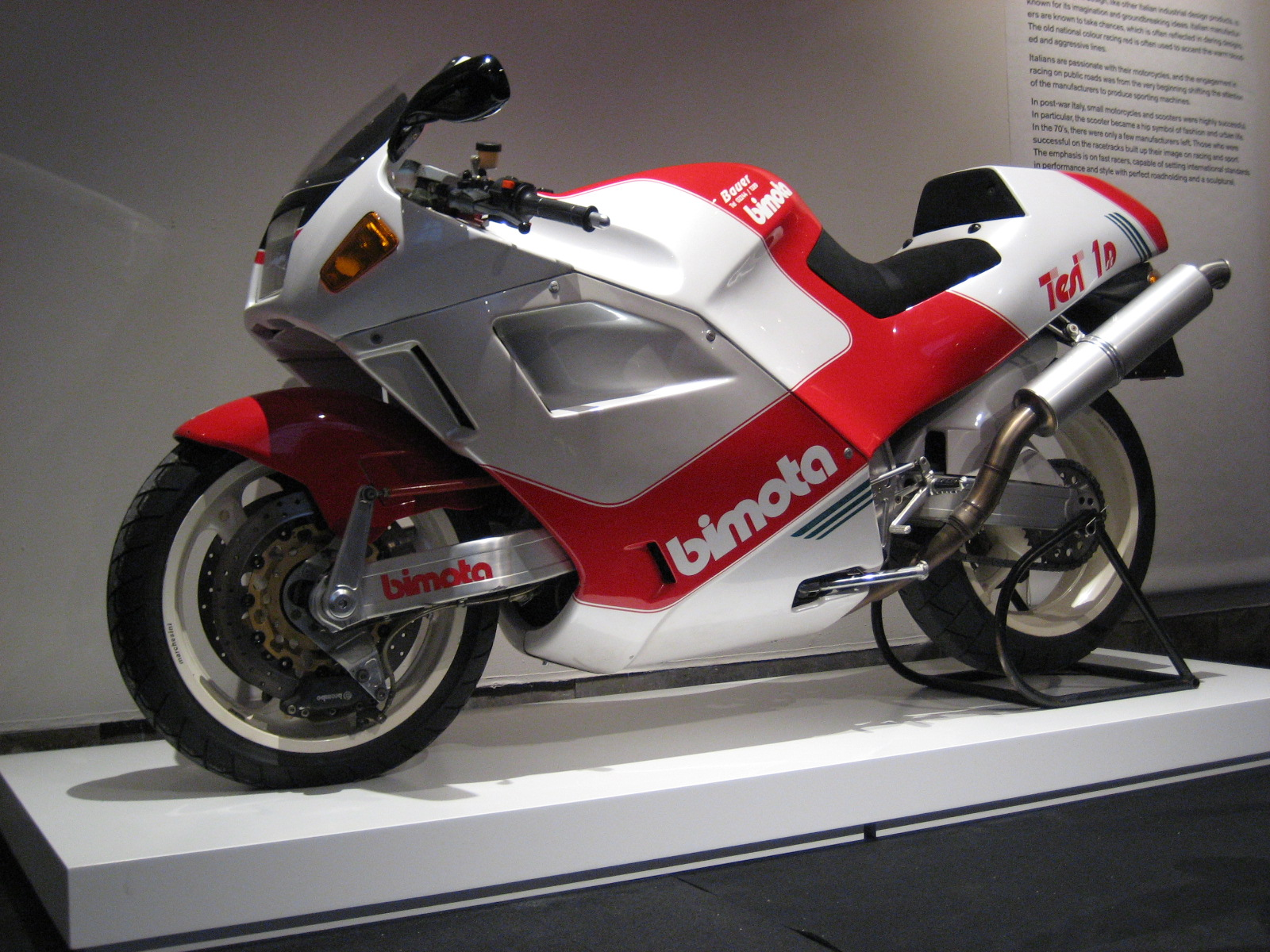
Tesi 1D/SR
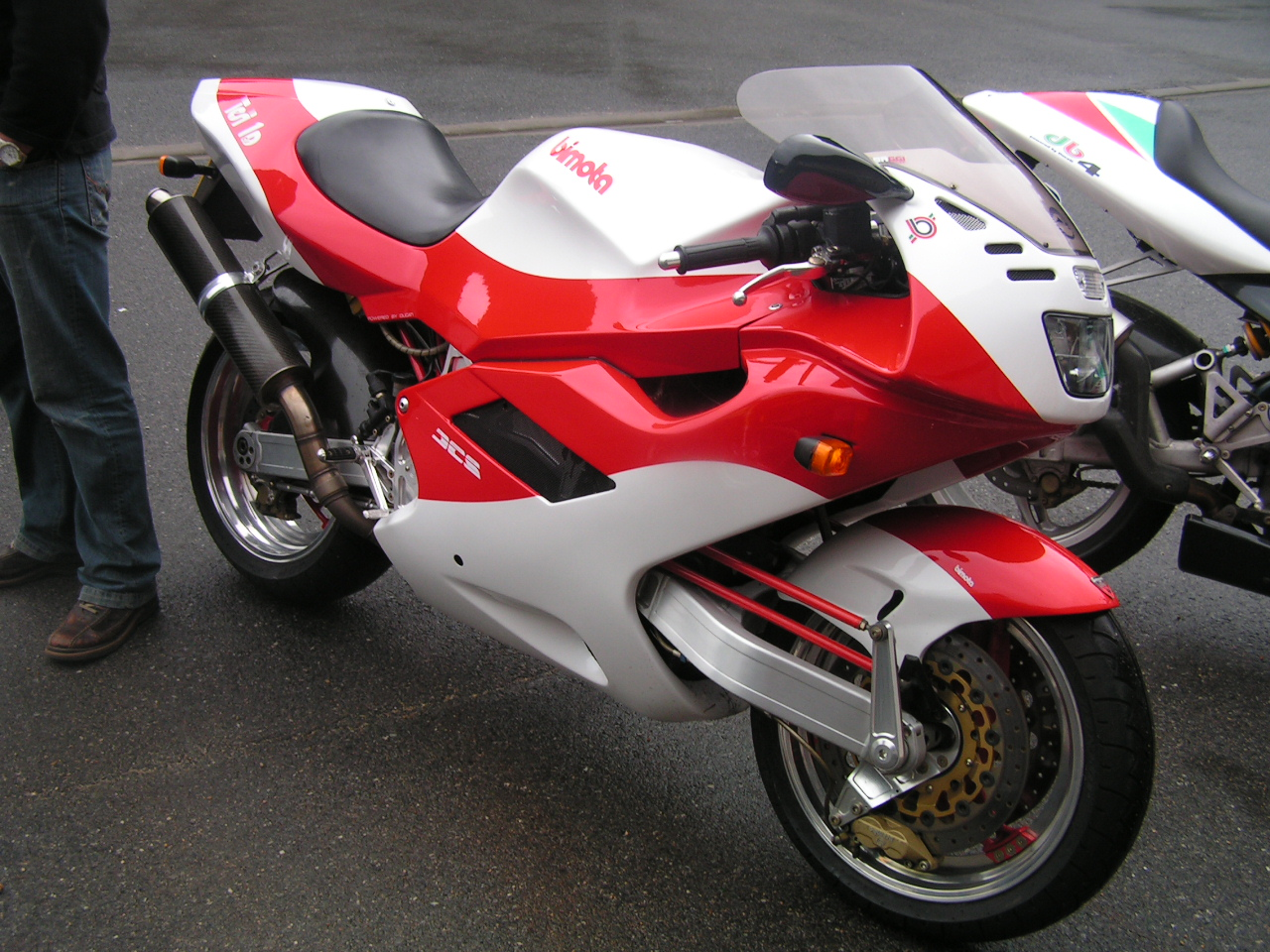
Tesi 1D/ES

Bei einem Systemvergleich verschiedener Vorderradaufhängungen testete die Zeitschrift Motorrad auch eine Bimota Tesi 1D mit Radnabenlenkung. Die Radnabenlenkung hatte bezüglich des Bremsnickausgleichs sowie des Eintauchens beim Bremsvorgang konstruktive Vorteile gegenüber der Teleskopgabel. Kritisiert wurden der geringe Lenkeinschlag, eine unbefriedigende Fahrstabilität bei hohen Geschwindigkeiten sowie eine „völlig mißlungene Abstimmung der Federung und Dämpfung“.
|                                   | Radnabenlenkung | Teleskopgabel |
| --------------------------------- | --------------- | ------------- |
|                                   |                 |               |
| Bremsnickausgleich                | 58 %            | – 6 %         |
| Eintauchen bei 8 m/s² Verzögerung | 14,5 mm         | 45,5 mm       |
| Lenkeinschlag                     | 19°             | 37°           |
| Ungefederte Masse (Vorderrad)     | 22,6 kg         | 21,5 kg       |
| Quelle: MOTORRAD                  |                 |               |

„Viel mehr als ein Hingucker wurde die Bimota Tesi bis heute nicht. Dazu war sie einfach viel zu teuer.“

Nachdem der Hersteller Bimota 2000 in die Insolvenz gegangen war, übernahm die in der Nähe von Rimini ansässige Firma Vyrus die Patente an der Radnabenlenkung der Bimota Tesi. 2003 wurde die erste Vyrus 984 C³ 2V ausgeliefert, die eine besondere Stilrichtung einleiten sollte.

## Tesi 2D (2005–2006)
Nach der Wiederaufnahme der Produktion von Bimota wurde die Tesi 2D, eine unverkleidete Version präsentiert, die einen luftgekühlten 992 cm³-Motor von Ducati mit 86 PS bei 7750/min als Antrieb nutzte. Mit einem Trockengewicht von 149 kg und einem Preis von 39.800 Euro war die Tesi 2D in jeder Hinsicht exklusiv; das zeigte sich auch an den gerade 25 verkauften Exemplaren. Die Presse sparte nicht mit Kritik an der nackten, „völlig entrückten“ Tesi 2D:

„Wenn vermögende Männer sich einen Stabilbaukasten kaufen und drei Jahre zum Basteln eingeschlossen würden, das Ergebnis sähe der Tesi ähnlich, garantiert.“

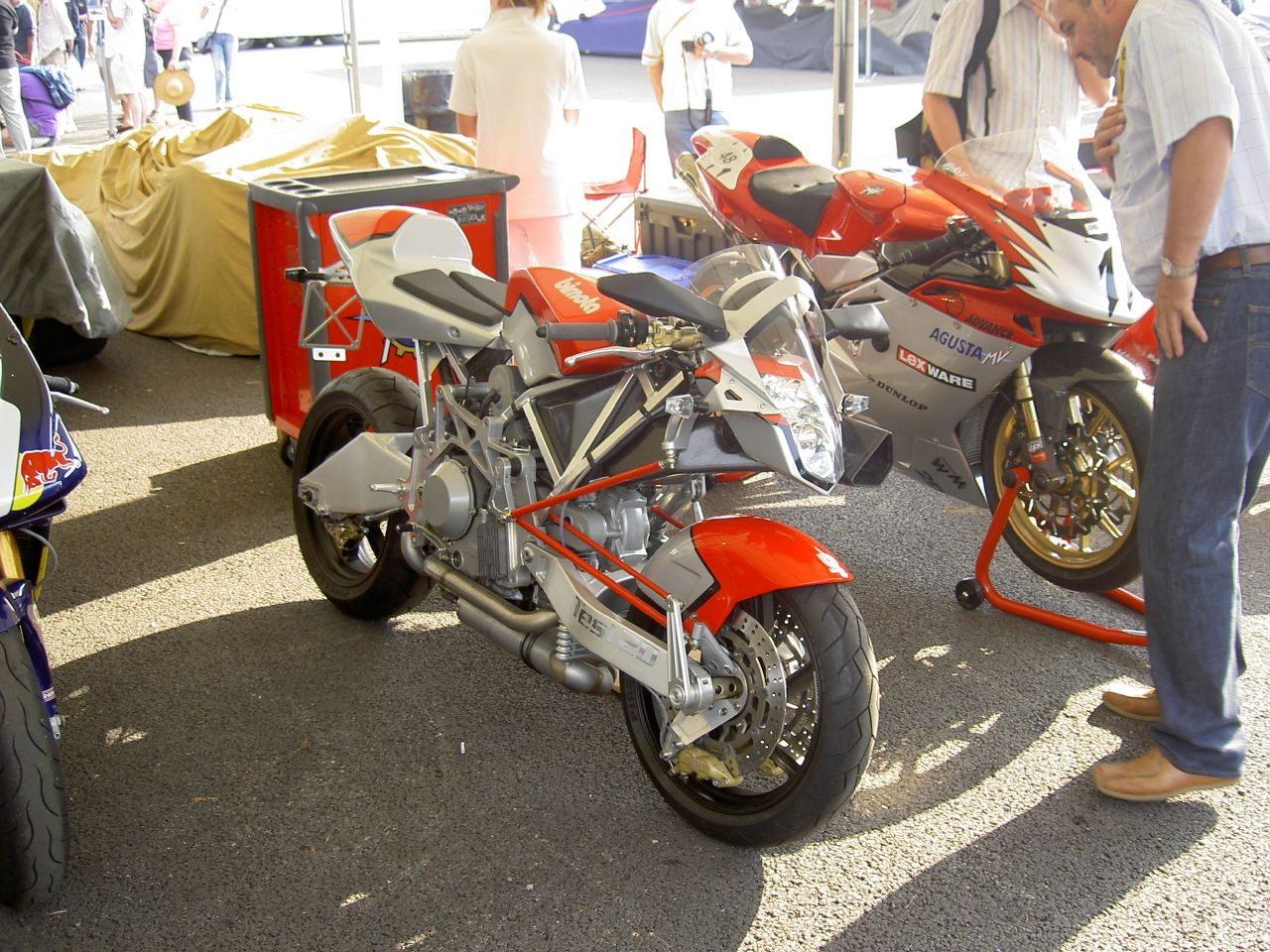
Tesi 2D
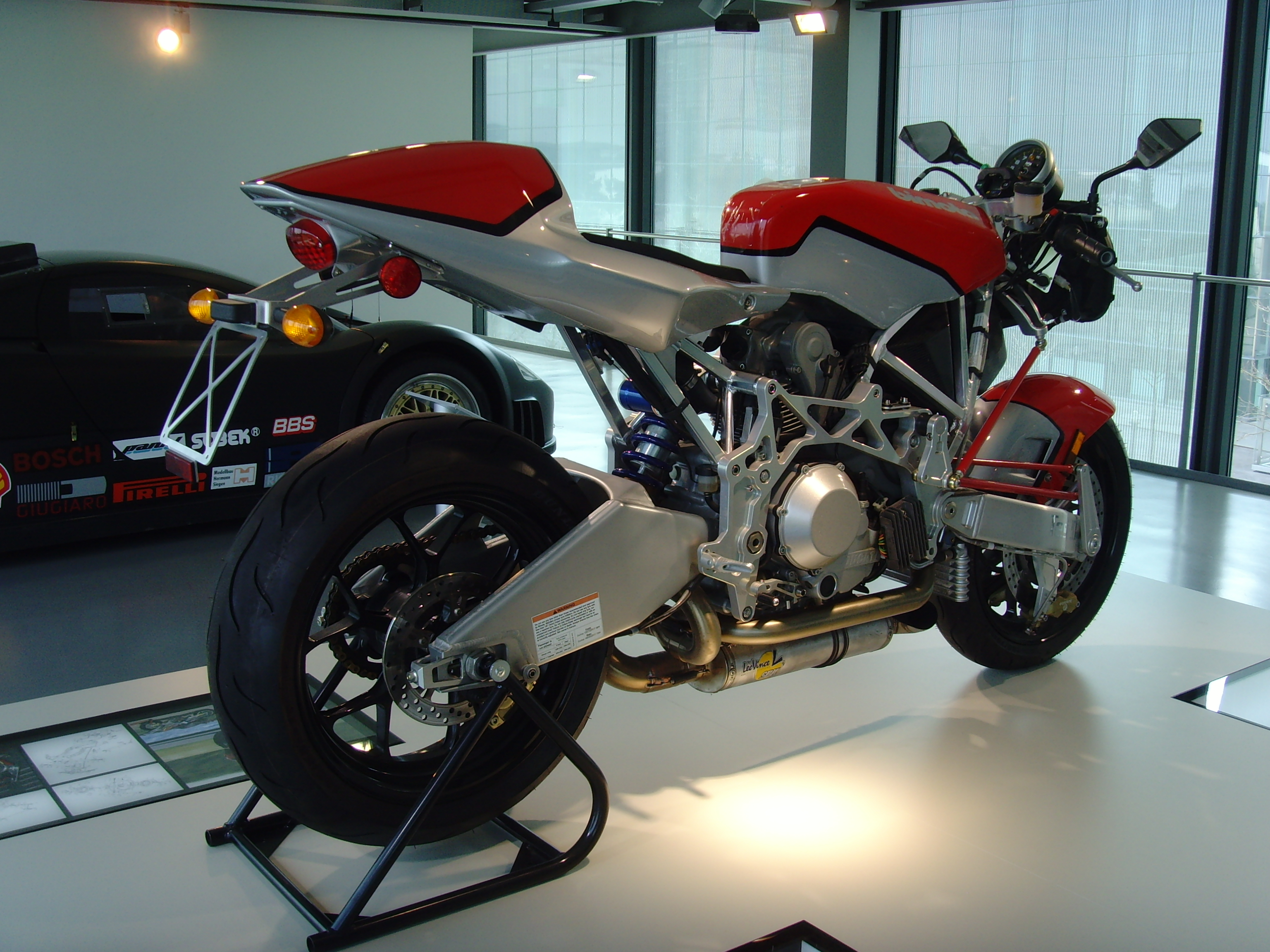

## Tesi 3D (2007–)
Die Tesi 3D mit dem luftgekühlten 1078 cm³-Motor aus der Ducati-Monster-Baureihe mit 98 PS bei 7500/min und einem Leergewicht von 179 kg unterschied sich nicht nur optisch von der Tesi 2D, sondern auch im Preis, der auf unter 30.000 Euro gesenkt wurde. Der Längslenker der Radnabenlenkung bestand nun aus einer Gitterrohrschwinge. Das leicht entkoppelte Fahrgefühl der Radnabenlenkung wurde mit dem der Telelever-Vorderradführung verglichen. Der Lenkkopfwinkel kann bei der Tesi 3D zwischen 72 und 64°, der Nachlauf zwischen 80 und 120 mm individuell eingestellt werden. Die erste Serie bestand aus 25 gebauten Motorrädern, Bimota präsentiert regelmäßig Weiterentwicklungen, u. a. 2013 die Tesi 3D Naked.

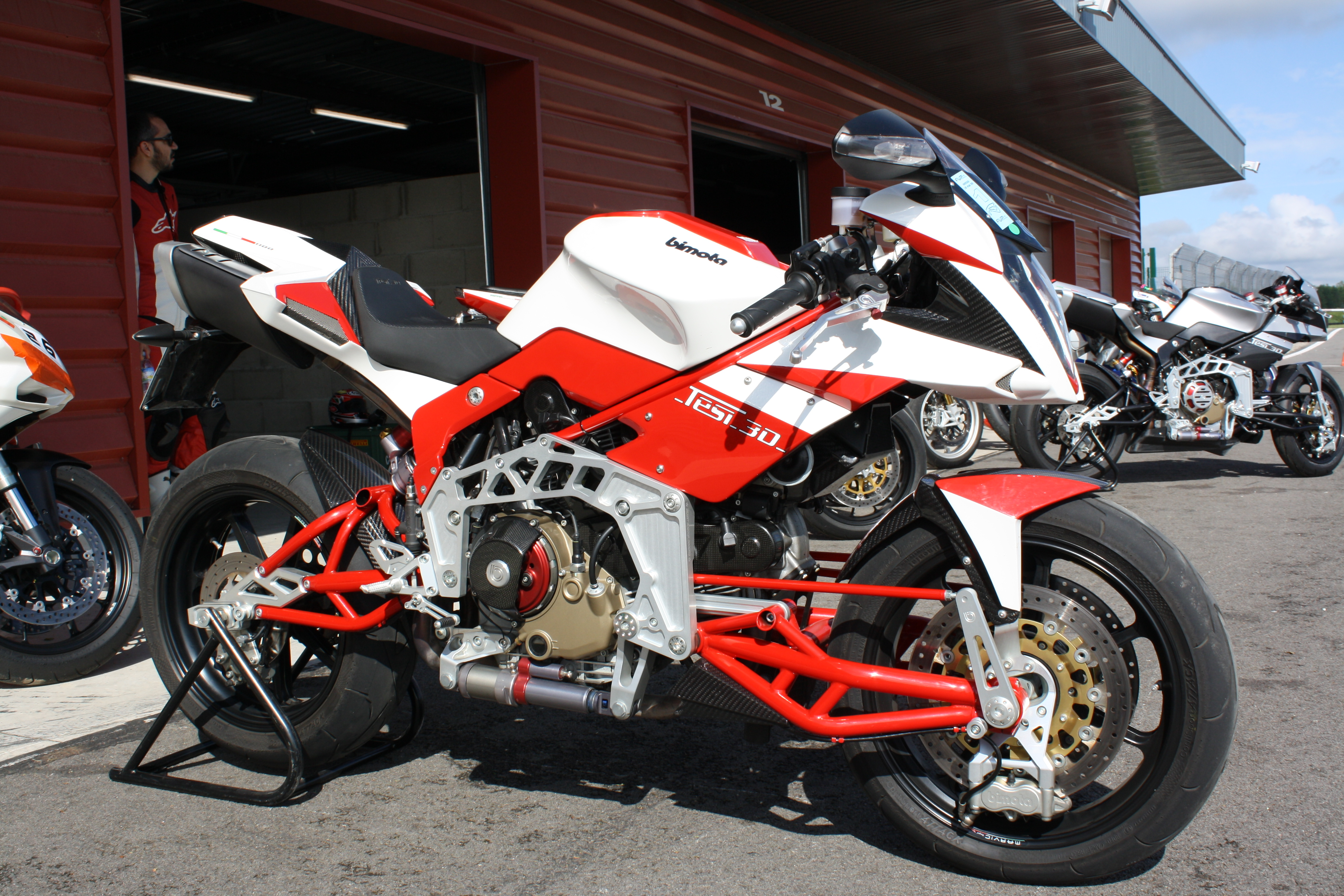
Tesi 3D Factory
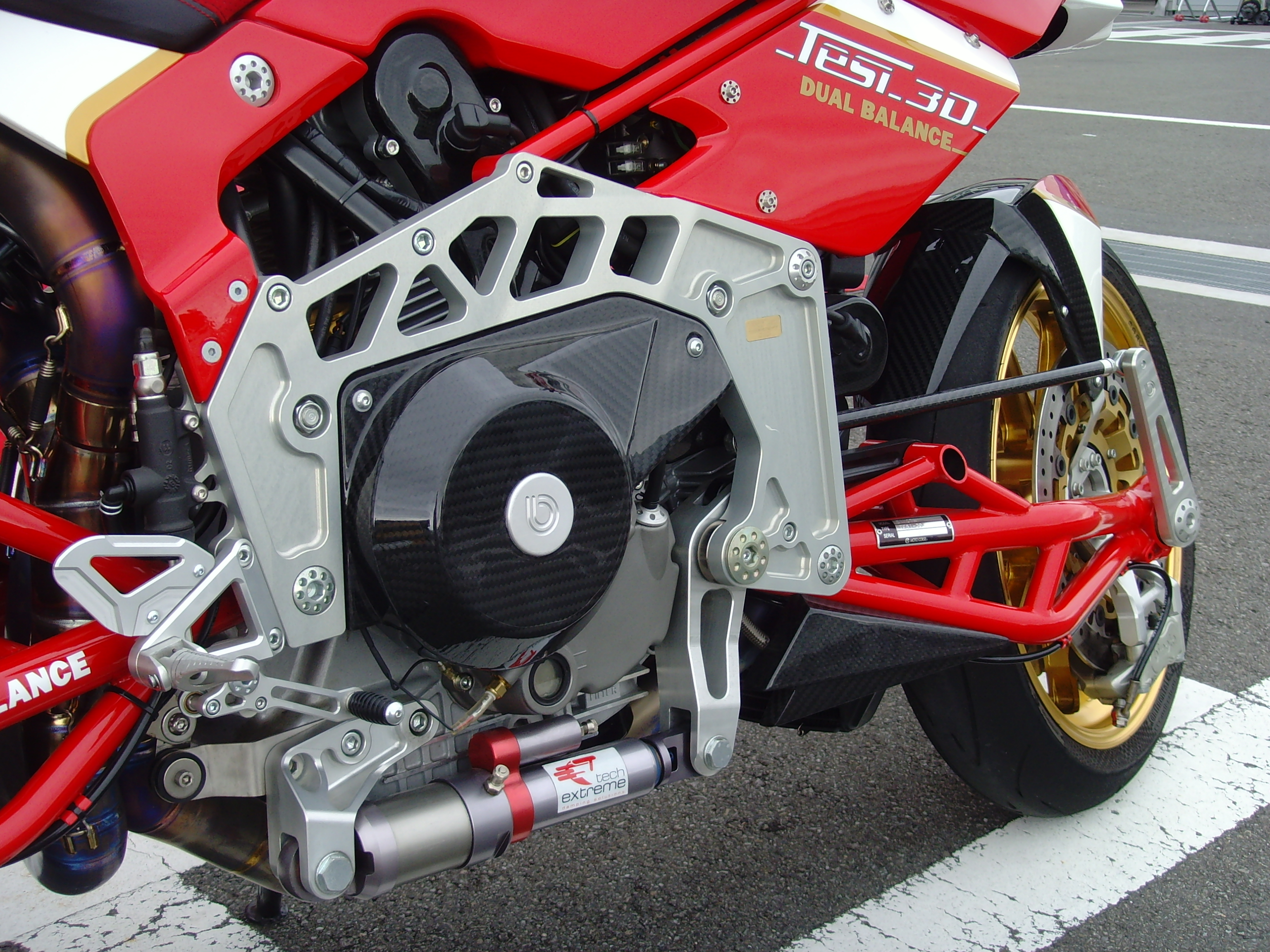
Rahmenplatte
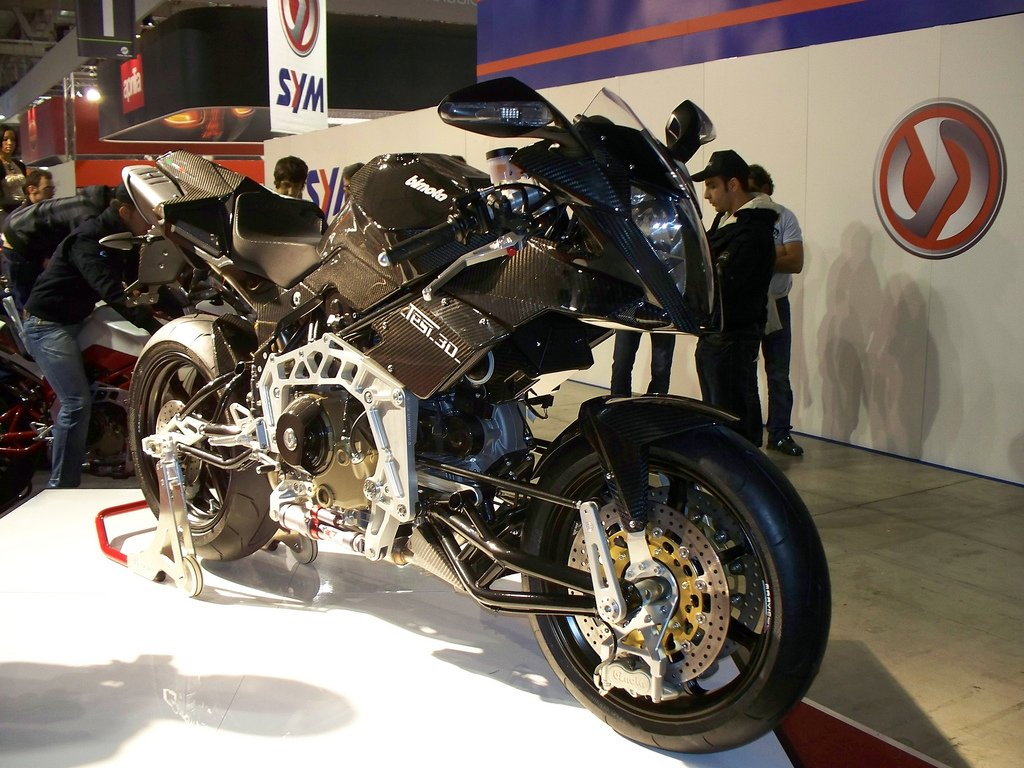
Tesi 3D Carbon

„Ob sich diese Art der Lenkung durchsetzen kann, muss fraglich bleiben, denn offenkundige Vorteile sind […] nicht zu erkennen.“